# Sena Pavetić
Sena Pavetić (Osijek, 12. siječnja 1986.) hrvatska je profesionalna košarkašica. Igra na poziciji centra, a trenutno je članica Hrvatske košarkaške reprezentacije i Novog Zagreba.

## Karijera
Sena je profesionalnu karijeru započela 2001. godine u ŽKK Mursa, 2004. prelazi u mađarski ZTE Zala Volan, 2005. i 2006. je u francuskom Bourgesu, a godinu kasnije u Cavigal Nici, 2009. i 2010. igra u Italiji za Acer ERG Priolo, da bi se 2011. se vratila u Hrvatsku u ŽKK Gospić za koji i sada igra.